# Pelouse
Pelouse is een gemeente in het Franse departement Lozère (regio Occitanie) en telt 151 inwoners (1999). De plaats maakt deel uit van het arrondissement Mende.

## Geografie
De oppervlakte van Pelouse bedraagt 30,2 km², de bevolkingsdichtheid is 5,0 inwoners per km².

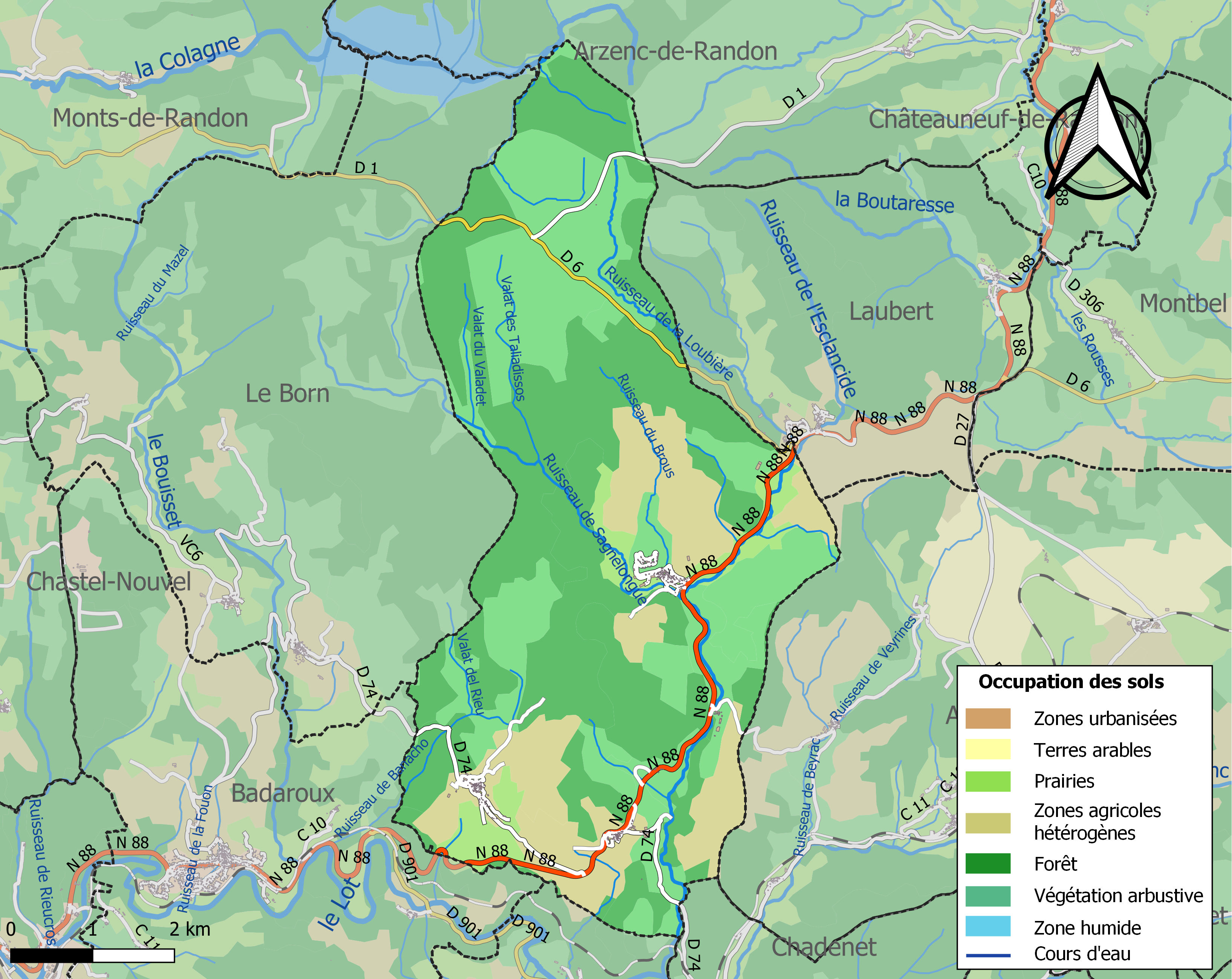
Kaart van de gemeente met de belangrijkste infrastructuur, bodemgebruik en omliggende gemeenten

## Demografie
Onderstaande figuur toont het verloop van het inwonertal (bron: INSEE-tellingen).

1. ↑  Populations de référence 2022.